# Filadelfia Oslo

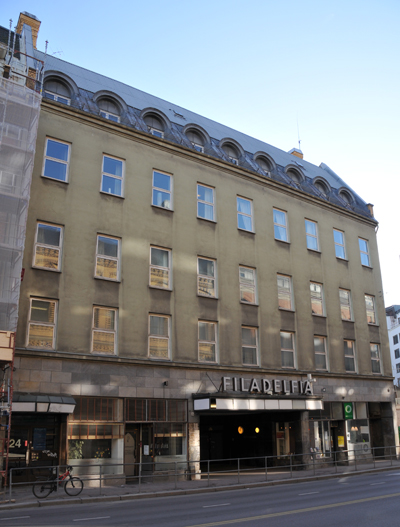
Das Gebäude der Filadelfia-Gemeinde in St. Olavs Gate, Oslo, vor der umfassenden Sanierung 2010-2012. J. P. Fagerback.

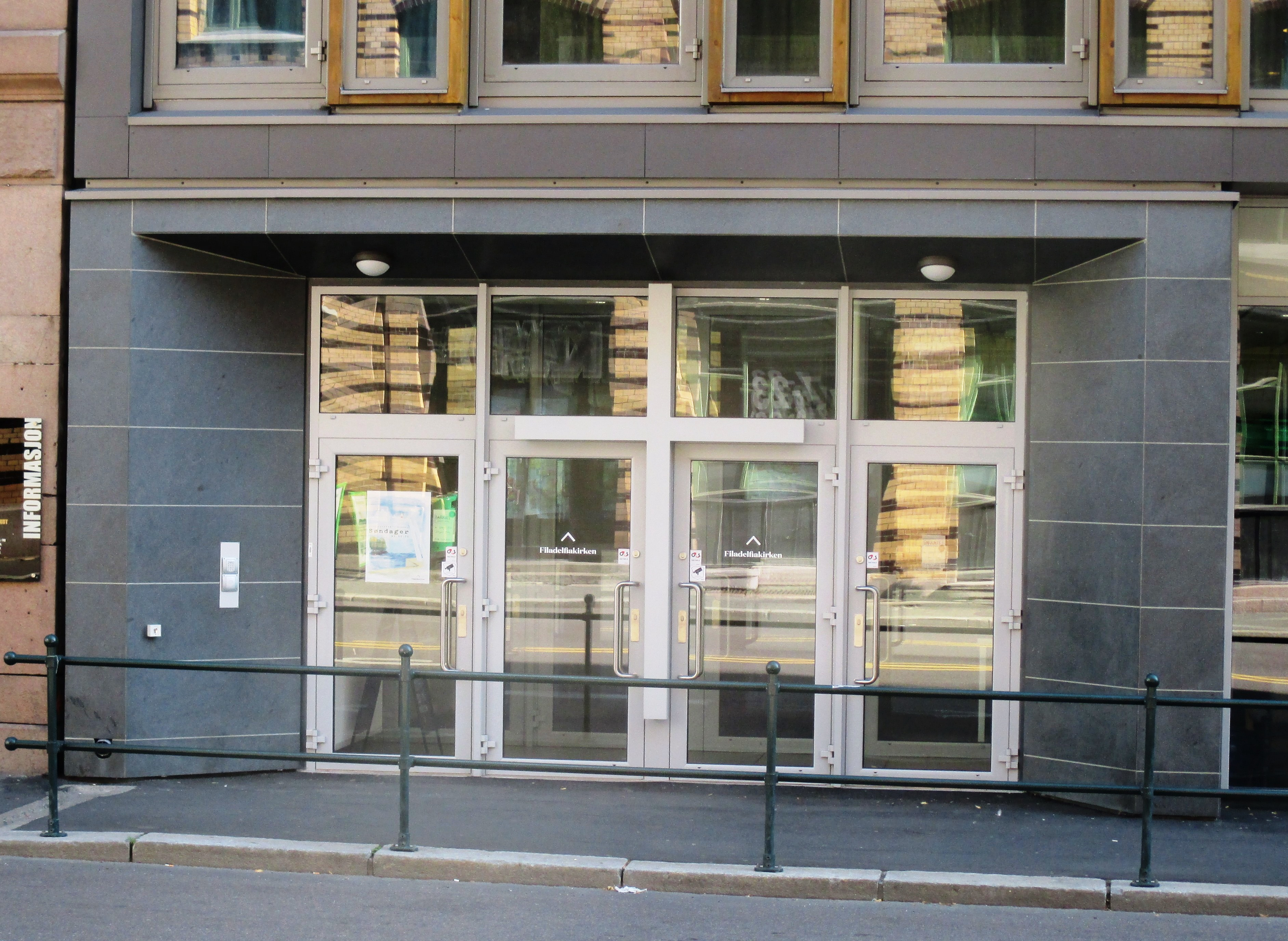
Der Eingangsbereich nach der Renovierung. Jan-Tore Egge.

Filadelfiakirken Oslo ist eine christliche Gemeinde (Menigheten) der Pfingstbewegung in Norwegen. Sie ist die größte Pfingstkirche des Landes und bietet umfangreiche Angebote im In- und Ausland.

## Geschichte
Die Filadelfia-Gemeinde wurde von Thomas Ball Barratt gegründet. Sie war 1916 die erste Gemeinde in Kristiania, die sich offiziell der Pfingstbewegung anschloss. Offiziell wurde sie sogar erst 1916 gegründet, obwohl sie bereits seit 1910 an verschiedenen Orten in Kristiania Veranstaltungen angeboten hatte. Zur Zeit der Gründung hatte die Gemeinde ca. 200 Mitglieder, 2012 gab es mehr als 2.000, davon waren 1.825 getauft und 538 waren noch ungetaufte Kinder.
Die Gemeinde hat in Norwegen aufgrund ihres Alters und ihrer Größe immer einen zentralen Platz eingenommen.
Die Gemeindegebäude in St. Olavsgate, dem „Neuen Filadelfia“, wurden 1938 nach einer umfassenden Sanierung eingeweiht. Laut Barratts Memoiren war der Architekt Thomas Strandskogen Leiter des Baukomitees.
Ab 2010 wurden die Räumlichkeiten erneut aufwendig umgebaut, um Platz für ein Foyer, Büroflächen und ein Café zu schaffen.
Mittlerweile unterhält die Gemeinde Arbeitsstellen an sechs Orten:
- Filadelfiakirken Sentrum (St. Olavsgate, Oslo)
- Mikrofila Barnekirke (Kinderkirche, St. Olavsgate, Oslo)
- Ungfila (Jugendkirche, St. Olavsgate, Oslo)
- Filadelfiakirken Majorstuen
- Filadelfiakirken Lillestrøm
- Filadelfiakirken Enebakk

## Arbeitsbereiche
- Sonntagsgottesdienste mit Sonntagsschule
- Jugendarbeit
- Bibelschule
- Alpha-Kurse
- Kleine Gemeinde, Hauskreisarbeit
- Filos – Jugendclub in Sagene
- Zentrum für Gebet und Seelsorge

## Mission
Die Gemeinde hat von Anbeginn an weltweite Mission betrieben. Unter dem Schirm der De norske pinsemenigheters ytremisjon (Norwegische Pfingstmission, PYM) sind Missionare im Kongo (mit CELPA – Pfingstbewegung im Kongo), auf den Philippinen, in Indien und dem Mittleren Osten aktiv.

## Gemeindeleitung
Die Gemeinde hat sowohl eine organisatorische Leitung als auch eine geistliche Leitung. Die Organe der Leitung sind ein Führungsrat oder Ältestenrat (lederråd oder eldsteråd), die Pastoren mit verschiedenen  Verantwortlichkeiten und Leitungsteams. Der Eldsteråd wird von den Mitgliedern der Gemeinde gewählt.

### Hauptpastoren (chronologisch)
- Thomas Ball Barratt
- Osvald Orlien
- Knut Petersen
- Paul Paulsen
- Erling Strøm
- Morgan Kornmo
- David Østby
- Egil Svartdahl
- Daniel Egeli

## Zusammenarbeit
Die Gemeinde Filadelfia Blaker in Blaker ist eine Tochtergründung der Filadelfiakirken.
Daneben bietet die gemeinde mehreren internationalen, nicht-norwegischen, ethnischen Gemeinden in Oslo eine Heimat.
- Church of Pentecost
- Shalom Eritrean Pentecostal Church
- Shekinah Church
- Filipino Christian Church